# ACR Messina
Az ACR Messina, teljes nevén Associazione Calcio Rinascita Messina, korábbi nevén FC Messina Peloro olasz labdarúgóklub. A csapat otthona a szicíliai Messina városa, jelenleg az olasz harmadosztályban (Lega Pro) szerepelnek.

## Története
A klubot 1900. december 1-én alapította meg egy Londonban tanuló olasz diák, Alfredo Marangolo, és egy régész, Charles Bousfield Huleatt, aki egyben a gárda első csapatkapitánya is volt, majd később a vezetőedzői szerepet is betöltötte.
A csapat legelső hivatalos mérkőzését csak hónapokkal később, 1901. április 18-án játszotta le a szintén szicíliai Palermo ellen, amelyet 1000 néző tekintett meg, és ami a vendégcsapat 3-2-es sikerével ért véget.
1905-ben megalapították a Whitaker Challenge Cup-ot, ami a fent említett két csapat között dőlt el. A Messina ezt a trófeát két alkalommal (1905, 1906) gyűjtötte be.
1908-ban egy földrengés következtében 60 ezer ember vesztette életét, köztük a klub egyik alapítója, Charles Bousfield Huleatt, két játékosuk, Frank John Carter és Walter Oates, valamint a klubot finanszírozó George H. Peirce. A tragédia miatt a városban csak 1910-ben indult el újra a labdarúgás, miután Arthur Barret elkezdte finanszírozni a csapatot, majd ugyanebben az évben feloszlatta a klubot és az első világháború végéig ismét csapat nélkül maradt a város.
A háború után US Messinese néven alakultak újjá és a szicíliai Szövetségi Kupában indultak el 1920-ban, ott rajtuk kívül a Palermo, a Catania és a Marsala indult a sorozatban, a Messina a Cataniát kapta az elődöntőben. Az első meccset 9-1-re nyerte meg a szicíliai klub, míg a visszavágót 6-2-re, így 14-2-es összesítéssel jutott a Messinese a döntőbe, ahol a Palermo volt az ellenfél, végül a finálé első felvonása az utóbbi csapat sikerét hozta (3-2), és mivel a visszavágón 0-0-s döntetlen született, a Messinese ezüstérmes lett.

## Jelenlegi keret
2009. május 23. szerint.
| # |     | Poszt | Név                |
| - | --- | ----- | ------------------ |
|   | ITA | K     | Alessio Caroccia   |
|   | ITA | K     | Ivano Coscia       |
|   | ITA | K     | Stefano Furlan     |
|   | ITA | V     | Roberto Crisafulli |
|   | ITA | V     | Fabio Femiano      |
|   | ITA | V     | Sergio Niceforo    |
|   | ITA | V     | Giuseppe Oliva     |
|   | ITA | V     | Davide Taverniti   |
|   | ITA | KP    | Daniele Ancione    |
|   | ITA | KP    | Vincenzo Bevo      |
|   | ITA | KP    | Francesco Cardia   |

| # |     | Poszt | Név                 |
| - | --- | ----- | ------------------- |
|   | ITA | KP    | Michele De Bellis   |
|   | ITA | KP    | Francesco Portosi   |
|   | ITA | KP    | Marcello Quinto     |
|   | ITA | KP    | Antonio Raffa       |
|   | ITA | KP    | Salvatore Romeo     |
|   | ITA | KP    | Francesco Zafonte   |
|   | ITA | CS    | Antonino Alessandro |
|   | ITA | CS    | Ernesto Micheli     |
|   | ITA | CS    | Ignazio Panatteri   |
|   | ITA | CS    | Antonino Tavilla    |

## Visszavonultatott mezszámok
41 –  Salvatore Sullo, középpályás, 2001-2007

## Ismertebb játékosok
| - Charles Bousfield Huleatt - Nicola Amoruso - Gaetano D'Agostino - Arturo Di Napoli - Massimo Donati - Christian Riganò - Igor Protti - Salvatore Schillaci - Dimitrios Eleftheropoulos | - Marco Storari - Giuseppe Sculli - Amauri - Tomás Guzmán - Rahman Rezaei - Zlatan Muslimović - Janagiszava Acusi - Ogaszavara Micuo |

## Statisztika

### Legtöbb mérkőzés
2006 decembere szerint.
| #  | Játékos              | Mérkőzések | Gólok |
| -- | -------------------- | ---------- | ----- |
| 1  | Angelo Stucci        | 235        | 1     |
| 2  | Salvatore Schillaci  | 219        | 61    |
| 3  | Renato Ferretti I    | 189        | 87    |
| 4  | Constantino Lo Bosco | 188        | 3     |
| 5  | Franco Radaelli      | 180        | 10    |
|    | Romolo Re            | 180        | ?     |
| 7  | Renato Avellani      | 178        | 0     |
|    | Agostino Maglio      | 178        | 0     |
| 9  | Nicolo Napoli        | 175        | 20    |
| 10 | Franco Polizzo       | 157        | 14    |

### Vezetőedzők
| Név                       | Ország | Évek      |
| ------------------------- | ------ | --------- |
| F.L. Padgett              | ENG    | 1901–1902 |
| Charles Bousfield Huleatt | ENG    | 1902–1909 |
| Nazzareno Allegra         | ITA    | 1909–1923 |
| Giovanni Stracuzzi        | ITA    | 1923–1926 |
| Gottardi                  | ITA    | 1926–1928 |
| Giovanni Panosetti        | ITA    | 1928–1930 |
| Clemente Morando          | ITA    | 1930–1931 |
| Luigi Cevenini            | ITA    | 1931–1932 |
| Engelbert König           | AUT    | 1932–1933 |
| Orth György               | HUN    | 1933–1935 |
| Pietro Piselli            | ITA    | 1935      |
| Ezio Sclavi               | ITA    | 1935–1936 |
| Angelo Mattea             | ITA    | 1936–1937 |
| Klug Richárd              | HUN    | 1937      |
| Heinrich Bachmann         | SUI    | 1937–1938 |
| Cesare Migliorini         | ITA    | 1938      |
| Plemich Rudolf            | HUN    | 1938–1939 |
| Albino Carraro            | ITA    | 1939–1940 |
| Engelbert König           | AUT    | 1940–1941 |
| Domenico Mazzotta         | ITA    | 1941–1945 |
| Giuseppe Celeste          | ITA    | 1945–1946 |
| Oronzo Pugliese           | ITA    | 1946–1947 |
| Renato Ferretti           | ITA    | 1947–1948 |
| Attilio Sudati            | ITA    | 1948      |
| Virgilio Levratto         | ITA    | 1948–1949 |
| Engelbert König           | AUT    | 1949–1950 |
| Balacics Mihály           | HUN    | 1950      |
| Oronzo Pugliese           | ITA    | 1950–1951 |
| Carlo Rigotti             | ITA    | 1951–1953 |
| Rodolphe Hiden            | AUT    | 1953–1954 |
| Cesare Gallea             | ITA    | 1954      |
| Manlio Bacigalupo         | ITA    | 1955–1957 |
| Tonino Colomban           | ITA    | 1957      |
| Ivo Fiorentini            | ITA    | 1957–1958 |
| Bruno Arcari              | ITA    | 1959–1962 |
| Umberto Mannocci          | ITA    | 1962–1965 |
| Tonino Colomban           | ITA    | 1965–1969 |
| Paolo Todeschini          | ITA    | 1969–1970 |
| Tonino Colomban           | ITA    | 1970–1972 |
| Oscar Massei              | ARG    | 1972–1973 |
| Emilio Zanotti            | ITA    | 1974      |
| Giusto Lodi               | ITA    | 1974–1975 |
| Franco Scoglio            | ITA    | 1975      |
| Luigi Moschella           | ITA    | 1975      |
| Leandro Remondini         | ITA    | 1975      |
| Franco Scoglio            | ITA    | 1975–1976 |
| Bruno Bolchi              | ITA    | 1976–1977 |
| Giorgio Rumignani         | ITA    | 1977      |
| Adelchi Brach             | ITA    | 1977      |
| Giorgio Rumignani         | ITA    | 1977–1978 |
| Enrico Hanset             | ITA    | 1978      |
| Adelchi Brach             | ITA    | 1978–1979 |
| Nicola Trimarchi          | ITA    | 1979      |
| Lino De Petrillo          | ITA    | 1979–1980 |
| Paolo Ferrario            | ITA    | 1980      |
| Nicola Trimarchi          | ITA    | 1980      |
| Antonio De Bellis         | ITA    | 1980      |

| Név                | Ország | Évek      |
| ------------------ | ------ | --------- |
| Nicola Trimarchi   | ITA    | 1980–1981 |
| Franco Scoglio     | ITA    | 1981      |
| Mario Santececca   | ITA    | 1981–1982 |
| Alfredo Ballarò    | ITA    | 1982      |
| Gennaro Rambone    | ITA    | 1982      |
| Giovanni Bonetti   | ITA    | 1982      |
| Alfredo Ballarò    | ITA    | 1982–1984 |
| Alberto Spelta     | ITA    | 1984      |
| Giovanni Seghedoni | ITA    | 1984–1985 |
| Franco Scoglio     | ITA    | 1985–1989 |
| Zdeněk Zeman       | CZE    | 1989–1990 |
| Francesco Scorsa   | ITA    | 1990      |
| Adriano Buffoni    | ITA    | 1990–1991 |
| Giuseppe Materazzi | ITA    | 1991      |
| Tonino Colomban    | ITA    | 1991      |
| Pietro Ruisi       | ITA    | 1991–1992 |
| Mario Colautti     | ITA    | 1992      |
| Fernando Veneranda | ITA    | 1992–1993 |
| Pietro Ruisi       | ITA    | 1993      |
| Tonino Colomban    | ITA    | 1993      |
| Gianni Anna        | ITA    | 1993–1994 |
| Angelo Busetta     | ITA    | 1994      |
| Vincenzo Domingo   | ITA    | 1994      |
| Marcello Prima     | ITA    | 1994      |
| Giuseppe Cannavò   | ITA    | 1994–1995 |
| Nino Barone        | ITA    | 1995      |
| Angelo Busetta     | ITA    | 1995      |
| Carmelo Miceli     | ITA    | 1995      |
| Nino Barone        | ITA    | 1995–1996 |
| Giuseppe Sabadini  | ITA    | 1996      |
| Pino Aneri         | ITA    | 1996–1997 |
| Alfredo Ballarò    | ITA    | 1997      |
| Antonio Aloi       | ITA    | 1997      |
| Loris De Carolis   | ITA    | 1997      |
| Pino Irrera        | ITA    | 1997      |
| Loris De Carolis   | ITA    | 1997      |
| Pino Irrera        | ITA    | 1997      |
| Bruno Caneo        | ITA    | 1997      |
| Loris De Carolis   | ITA    | 1997–1998 |
| Pietro Ruisi       | ITA    | 1998–1999 |
| Stefano Cuoghi     | ITA    | 1999–2001 |
| Paolo Beruatto     | ITA    | 2001      |
| Carlo Florimbi     | ITA    | 2001–2002 |
| Daniele Arrigoni   | ITA    | 2002      |
| Ernesto Apuzzo     | ITA    | 2002      |
| Daniele Arrigoni   | ITA    | 2002–2003 |
| Stefano Cuoghi     | ITA    | 2003      |
| Francesco Oddo     | ITA    | 2003      |
| Bruno Bolchi       | ITA    | 2003–2004 |
| Vincenzo Patania   | ITA    | 2004      |
| Bortolo Mutti      | ITA    | 2004–2006 |
| Giampiero Ventura  | ITA    | 2006–2007 |
| Bruno Giordano     | ITA    | 2007      |
| Alberto Cavasin    | ITA    | 2007      |
| Bruno Giordano     | ITA    | 2007      |
| Bruno Bolchi       | ITA    | 2007      |
| Nello Di Costanzo  | ITA    | 2007–     |

### Elnökök
| - 1900 Walter Becker - 1901 Arthur Barret Lascelles - 1919 Giovanni Vento - 1922 Augusto Salvato - 1924 Augusto Salvato & Giovanni Vento - 1928 Augusto Salvato - 1929 Sgoj-Savoja - 1930 Francesco Lombardo - 1940 Francesco Grosso - 1941 Carmelo Garofalo - 1944 Salvatore Saya - 1945 Vincenzo Nicotra, Giuseppe Gensabella - 1947 Francesco Sajia - 1948 Principe Carlo D'Alcontres - 1951 Giuseppe Melazzo & Comitato Reggenza | - 1957 Giuseppe Nunnari - 1958 Goffredo Muglia - 1970 Giuseppe Fusco - 1971 Giovanni Gulletta - 1977 Angelo Presti - 1980 Lamberto Sapone - 1983 Michelangelo Alfano - 1984 Salvatore Massimino - 1991 Maria Leone - 1992 Maria Leone & Giovanni Massimino - 1993 Pietro La Malfa - 1995 Antonino Trimarchi - 1996 Antonio Ingemi - 1997 Emanuele Aliotta - 2002 Pietro Franza |

## Sikerek
- Serie B:
  - Győztes: 1962-63
  - Feljutott: 2003-04
- Szicíliai bajnokság:
  - Győztes: 1924-25